# Gundars Vētra
Gundars Vētra, né le 22 mai 1967 à Ventspils, est un ancien joueur de basket-ball et désormais entraîneur d'équipes féminines.

## Biographie
Premier joueur letton à avoir évolué en NBA, chez les Timberwolves du Minnesota où il a disputé 13 rencontres pour une moyenne de 3,5 points par rencontres.
Il a également évolué en Superligue de Russie avec le CSKA Moscou avec lequel il a remporté entre autres la NEBL en 2000.
Après sa carrière sportive, il a entamé une carrière d'entraîneur. Après avoir occupé le poste d'assistant au club Ural Great Perm, il a pris en main le club letton de BK Barons avant de se voir confier au début de la saison 2007 le poste d'entraîneur de l'équipe féminine du CSKA Samara.
En 2015, il est l’entraîneur de l'équipe féminine du Dynamo Koursk en Russie.

## Carrière joueur
- 1986-1987 :  Sverdlovskas SKA
- 1988-1992 :   VEF Rīga
- 1992-1993 :  Timberwolves du Minnesota
- 1993-1994 :  Ādaži Rīga
- 1994-1995 :  ASK Broceni Rīga
- 1995-1996 :  CSKA Moscou
- 1996-1997 :  Galatasaray S.K.
- 1997-2000 :  CSKA Moscou
- 2000-2002 :  Fabriano Basket

## Carrière entraîneur
- 2005 :  Ural Great Perm (assistant)
- 2006-2007 :  BK Barons (assistant)
- 2007-2008 :  CSKA Samara/Moscou
- 2008-2011 :  UMMC Ekaterinburg
- 2011-2012 :  BK Ventspils
- 2012-2013 :  Spartak Primorie Vladivostok
- 2013-2014 :  Spartak Saint-Pétersbourg
- 2014-2016 :  Dynamo Koursk
- 2017- :  Arka Gdynia

## Palmarès joueur
- Vainqueur de la NEBL : 2000
- Vainqueur de la Superligue de Russie : 1996, 1998, 1999, 2000
- Médaille d'argent au Championnat du monde 1990 en Argentine